# サボタージュ (1936年の映画)
『サボタージュ』（Sabotage）は、1936年のイギリスのサスペンス映画。監督はアルフレッド・ヒッチコック、出演はシルヴィア・シドニーとオスカー・ホモルカなど。ジョゼフ・コンラッドの『密偵』を映画化した日本劇場未公開作品。アメリカ合衆国では『The Woman Alone』のタイトルで上映されたことがある。1996年に『シークレット・エージェント』としてリメイクされている。

## ストーリー
ロンドンで映画館を営むヴァーロックは、破壊活動をする裏の顔を持っている。隣の八百屋の店員になりすました刑事スペンサーが彼を監視する中で次の指令を受けたヴァーロックは、警察の目をごまかすために、妻の幼い弟スティーヴィーに爆弾を持って行かせる。しかし、スティーヴィーは爆発の設定時刻までに目的の場所に持っていけなかったため、移動のバスの中で爆死する。弟の死に激しいショックを受けた妻は開き直る夫を咄嗟に刺殺してしまう。そこに現れたスペンサーは、かねてよりヴァーロック夫人に対して好意を抱いていたことから、彼女と共に国外に逃げることを提案する。一方、爆弾を用意した「小鳥屋」が証拠を隠滅するためにヴァーロックのもとにやってくるが、その場が警察に取り囲まれていたことから爆破すると警察を脅す。映画館にいた観客は無事に避難するが、ヴァーロックの死体を見つけた小鳥屋は爆弾を爆発させて死ぬ。これによりヴァーロックも共に爆死したと見なされ、ヴァーロック夫人は放免されると、スペンサーに支えられてその場を去る。

## キャスト
- ヴァーロック夫人: シルヴィア・シドニー - アメリカ人の若妻。
- カール・ヴァーロック: オスカー・ホモルカ - 映画館主。
- テッド・スペンサー: ジョン・ローダー（英語版） - 隣の八百屋の店員。実は刑事。
- スティーヴィー: デズモンド・テスター（英語版） - ヴァーロック夫人の幼い弟。
- ルネ: ジョイス・バーバー（英語版） - 映画館のチケット売り。

## 製作
ヒッチコックは当初ヴァーロック役にピーター・ローレを想定していたが、前作の『間諜最後の日』（1936年）でローレが使いにくかったことから、オスカー・ホモルカを起用することにした。
テッド・スペンサー役は『三十九夜』（1935年）で成功したロバート・ドーナットに決まっていたものの、慢性の喘息で深刻な気管支炎になったために撮影前に降板、代わりに当時の映画スターであるジョン・ローダーが起用されたが、ヒッチコックはローダーの演技に幅もなければ厚みもないとして大いに失望した。
劇中で上映されているアニメーション映画はディズニーの短編アニメシリーズ『シリー・シンフォニー』の1本である1935年の映画『誰がコック・ロビンを殺したの?』である。なお、同作は第8回アカデミー賞で短編アニメ賞のノミネートされている。

## 作品の評価
Rotten Tomatoesによれば、11件の評論の全てが高く評価しており、平均して10点満点中7.38点を得ている。
雑誌「タイムアウト」が150人を超える俳優、監督、脚本家、プロデューサー、評論家や映画界の有力者に対して行ったアンケートによるイギリス映画ベスト100で44位に選ばれている。
ヒッチコックの娘で女優のパトリシアは自著『Alma Hitchcock: The Woman Behind the Man』において、父親の作品の中で『めまい』（1958年）や『サイコ』（1960年）と並んで最も暗い映画の1つであると記している。

## ヒッチコックの登場シーン
開始9分辺り、停電が直った瞬間、電灯を見上げる通行人として登場する。